# Ochropleura separata
Ochropleura separata är en fjärilsart som beskrevs av Achille Guenée 1852. Ochropleura separata ingår i släktet Ochropleura och familjen nattflyn. Inga underarter finns listade i Catalogue of Life.